# Suid-Afrikaanse Lugdiens-vlucht 295
Suid-Afrikaanse Lugdiens-vlucht 295 was een lijnvlucht uitgevoerd door South African Airways die op 28 november 1987 neerstortte in zee als gevolg van een grote brand aan boord. Geen van de 159 inzittenden overleefde de ramp. De oorzaak van de brand is nog altijd onbekend.
Het vliegtuig was van het type Boeing 747-244B "Combi", met vliegtuigregistratie ZS-SAS, genaamd Helderberg. Op 28 november 1987 vloog het vliegtuig van Chiang Kai Shek International Airport (nu Taiwan Taoyuan International Airport) naar Johannesburg. Behalve passagiers had het vliegtuig ook zes pallets met lading aan boord.

## Plaats van het ongeval
Toen de brand uitbrak, was vlucht 295 aanvankelijk niet in staat om zijn positie door te geven aan de luchtverkeersleiding van Mauritius. Toen de piloten eindelijk contact kregen met de luchtverkeersleiding, gaven ze een verkeerde positie door. Derhalve werd de zoekactie die na de crash werd opgezet uitgevoerd in het verkeerde gebied. Pas 12 uur nadat het vliegtuig was neergestort werden de eerste wrakstukken gevonden. Deze waren toen al ver van de werkelijke rampplek afgedreven.
De Suid-Afrikaanse Vloot stuurde de SAS Tafelberg en de SAS Jim Fouche om te helpen met het zoeken naar de wrakstukken en lijken. De sleepboten John Ross en Wolraad Woltemade hielpen ook mee met de zoektocht.
De Zuid-Afrikanen zochten gedurende twee maanden zonder succes met sonar naar de wrakstukken. Daarom werd een gespecialiseerd diepzeebergingsteam uit de Verenigde Staten erbij gehaald. Dit team vond binnen twee dagen de wrakstukken.
Er werden in totaal drie gebieden met grote concentraties wrakstukken gevonden. Deze drie gebieden lagen 1,5, 2,3 en 2,5 kilometer uit elkaar, wat suggereert dat het vliegtuig al voordat het in zee stortte uit elkaar was gevallen. De cockpitvoicerecorder werd uiteindelijk teruggevonden, maar de flightdatarecorder bleef spoorloos.

## Onderzoek
Voor het onderzoek naar de ramp werd een commissie opgesteld onder leiding van rechter Cecil Margo. Het officiële rapport van de commissie luidt dat er in het vrachtruim van vlucht 295 brand was uitgebroken toen het toestel boven de Indische Oceaan vloog. Deze brand zou ergens bij een van de zes pallets zijn ontstaan en er uiteindelijk toe hebben geleid dat het vliegtuig neerstortte. Hoe precies is niet bekend, maar er zijn meerdere theorieën hierover.
- De bemanning raakte buiten bewustzijn door de brand.
- De bemanning raakte gedesoriënteerd door de dikke rook die ontstond in de cockpit.
- De brand zorgde ervoor dat de bemanning de controle over de situatie verloor.
- Het vuur tastte het vliegtuig dermate aan dat het uit elkaar viel.
- De besturingskabels werden aangetast door de brand waardoor het vliegtuig onbestuurbaar werd.
- Het vliegtuig werd onbestuurbaar doordat de romp van het vliegtuig door de brand vervormd raakte.

Volgens de commissie kon de brand zich zo snel uitbreiden omdat brandmelders en blusmiddelen in een klasse B-vrachtruim (dat ook werd gebruikt in vlucht 295) onder de maat waren. Het ongeluk bracht aan het licht dat dit type vrachtruim snel veiliger moest worden gemaakt.
De exacte oorsprong van de brand is niet bekend.

## Complottheorieën
Er bestaan verschillende complottheorieën over de brand aan boord van vlucht 295 en de lading die het vliegtuig vervoerde. Ook aan het onderzoek wordt getwijfeld. Bijvoorbeeld:
- De Zuid-Afrikaanse Weermacht zou rood kwikzilver voor hun atoombomproject mee hebben gesmokkeld aan boord van vlucht 295.
- Het rapport van het Wouter Basson-onderzoek suggereert dat er 300 gram van een uiterst brandbare chemische stof aan boord van het vliegtuig was. Dit zou de oorzaak van de brand kunnen zijn geweest.[6]
- Er zouden twee branden aan boord van het vliegtuig zijn geweest, waarvan de eerste al direct na het opstijgen zou zijn ontstaan.
- De SAL zou opzettelijk een tape met vluchtdata van vlucht 295 hebben vernietigd.

De televisieserie Carte Blanche toonde een onderzoek naar deze complottheorieën. Als gevolg hiervan heropende het Zuid-Afrikaanse ministerie van Transport het onderzoek, maar er werd geen nieuw bewijs gevonden dat de conclusies uit het vorige onderzoek tegensprak.

## Passagiers

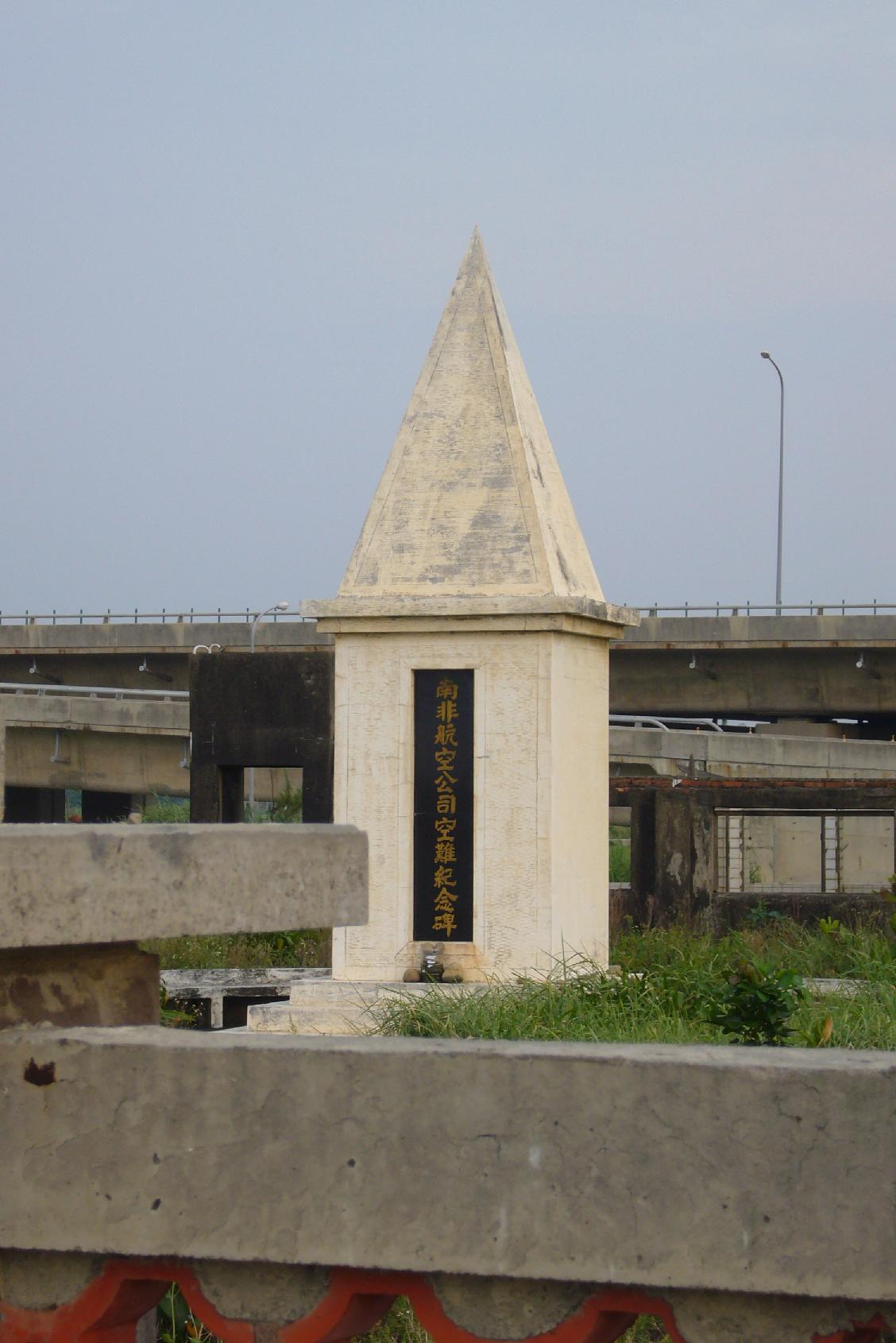
Monument voor de slachtoffers van SAL-vlucht 295 bij het Chiang Kai Shek International Airport in Taipei.

| Nationaliteit            | Passagiers | Bemanningsleden | Totaal |
| ------------------------ | ---------- | --------------- | ------ |
| Australië                | 2          | 0               | 2      |
| Denemarken               | 1          | 0               | 1      |
| Hongkong                 | 2          | 0               | 2      |
| Japan                    | 47         | 0               | 47     |
| Mauritius                | 2          | 0               | 2      |
| Nederland                | 1          | 0               | 1      |
| Republiek China          | 30         | 0               | 30     |
| Verenigd Koninkrijk      | 1          | 0               | 1      |
| Bondsrepubliek Duitsland | 1          | 0               | 1      |
| Zuid-Afrika              | 52         | 19              | 71     |
| Zuid-Korea               | 1          | 0               | 1      |
| Totaal                   | 140        | 19              | 159    |